# Corona (Zeitschrift)
Die Corona – Zweimonatsschrift für Dichtung und Forschung war eine von Martin Bodmer und Herbert Steiner von 1930 bis 1943 herausgegebene deutsch-schweizerische Zeitschrift, die in Zürich und München erschien.

## Profil
Die Herausgeber wollten in der Corona literarisch wertvolle Texte versammeln sowie geistes- und kulturwissenschaftliche Themen behandeln. Laut Reinhard Wittmann lieferte die Zeitschrift eine „humanistisch-ästhetische Spielart der Konservativen Revolution“. In bewusster Abgrenzung zu anderen Zeitschriften wurde die ersten Ausgaben auf Spezialpapier beim Verlag der Bremer Presse gedruckt. Dies wurde allerdings aus Kostengründen bereits beim zweiten Jahrgang eingestellt, man wechselte zum Verlag Oldenbourg.
In der Corona erschienen sowohl Klassiker wie Hofmannsthal und Rilke als auch Vor- und Erstdrucke zeitgenössischer Werke etwa von Hermann Hesse und den Brüdern Ernst und Friedrich Georg Jünger. 

## Zeit des Nationalsozialismus
Da die Corona in der Schweiz erschien und mit Schweizer Franken finanziert wurde, konnte sie ihren selbstbestimmten Kurs auch nach 1933 aufrechterhalten, was sie zur Ausnahmeerscheinung unter den deutschsprachigen Zeitschriften ihrer Zeit machte. So konnten in der Corona bis zu ihrem Ende Texte von Autoren erscheinen, die im nationalsozialistischen Deutschland bereits nicht mehr publizieren durften.
1942 kündigte Bodmer das Ende der Zeitschrift an. 1943 wurde der zehnte und letzte Jahrgang der Zeitschrift, der bereits 1940 begonnen worden war, fertiggestellt. Danach erschienen noch vier Hefte unter neuer Herausgeberschaft, bevor die Zeitschrift endgültig eingestellt wurde.
Hermann Hesse schrieb im Mai 1945 in einem Brief an Steiner:
„Ihre ‚Corona‘ war ein hübsches Abendrot über dem untergehenden geistigen Deutschland.“

## Sekundärliteratur
- Marlene Rall: Die Zweimonatsschrift ‚Corona‘. Versuch einer Monographie. Tübingen 1972.
- Bernhard Zeller, Werner Volke: Zur Geschichte der Bremer Presse und der Corona. In: Buchkunst und Dichtung. 1966